# 에포케
에포케(epoché, epokhế, εποχη)는 고대 그리스 철학에서 판단중지(判斷中止)를 뜻하는 말이다. 고대 그리스어의 에페케인(삼가다·멈추다)에 유래한다. 회의론자는 어떠한 생각에도 반론(反論)을 제기할 수 있기 때문에 판단을 중지해야만 한다고 하여 이를 에포케라고 불렀다.
후설의 현상학에선 일상적인 관점, 즉 자연적인 태도를 괄호 안에 넣어 멈추도록 함으로써 순수한 체험, 순수한 의식을 획득하는 방법을 두고 현상학적인 에포케라고 부른다. 그것은 자연적인 세계로부터 현상학적인 본질 또는 세계에로의 현상학적 환원의 한 단계이다.